# Мадагаскарская сипуха
Мадагаскарская сипуха (лат. Tyto soumagnei) — птица семейства сипуховых, обитающая во влажных лесах на северо-востоке Мадагаскара. Численность её близка к критической. С 1934 года известна лишь по единственной находке, но в последнее время поступили сообщения о птицах, живущих в условиях содержания и взятых на расстоянии 300 миль от мест обычного распространения (российский город Анапа).
Это мелкая сова — значительно мельче обыкновенной сипухи — длиной тела около 27,5 см, длиной крыла 20,9 см и массой 323—435 г, охристо-рыжего или жёлто-охристого окраса. Сверху имеет рисунок из красивых тёмных пестрин, которые у хвоста и на крыльях крупнее. Нижняя часть тела светлее и тоже с отчётливыми тёмными пятнами. Лицевой диск белый, с коричневыми пятнами под глазами и у основания клюва, который окрашен в светлый цвет. Кайма вокруг лица коричневая. Радужная оболочка чёрная. Ноги серые, с серовато-бурыми когтями. Хвост длинный, длиннее, чем у остальных представителей сипух.
Мадагаскарская сипуха ведёт строго ночной образ жизни. Видовой клич — громкое шипенье продолжительностью 1,5 секунды, очень энергичное, заканчивающееся высоким звуком. Сигнал тревоги «вок-вок-вок».
Мадагаскарская сипуха охотится вдоль опушек леса и изгородей, а также на рисовых полях. Питается мелкими грызунами и насекомыми.
Гнездится в дуплах деревьев. Сезон гнездования приурочен к июлю, началу дождевого сезона. Птенцы оперяются в возрасте 10 недель, покидают территорию родителей 4 месяцами позже. Откладывает 2 яйца.